# جميلة بن حبيب
جميلة بن حبيب كاتبة وصحفية جزائرية وكندية، تعيش في كندا، وناشطة حقوقية في المجتمع الكندي والكيبكي الناطق بالفرنسية خصوصا، وهي ناشطة خصوصا ضد الجماعات الإسلامية المتطرفة في الجزائر والعالم عموما.

## مؤلفات
- «حياتي عكس القرآن» (العنوان بالفرنسية Ma vie à contre-Coran: une femme témoigne sur les islamistes)
- «هجوم جند الله على الغرب» (العنوان بالفرنسية Les soldats d'Allah à l'assaut de l'Occident).
- «نساء في الربيع» (العنوان بالفرنسية Des femmes au Printemps)
- «خريف النساء العربيات» (العنوان بالفرنسية Printemps des femmes arabes)
- «بعد شارلي، يا علمانيي كل البلدان، تحركوا» (العنوان بالفرنسية Après Charlie, Laïques de tous les pays, mobilisez-vous!)

تكتب مقالات في جورنال دي مونتريال وحازت على الجائزة العالمية للعلمنة لعام 2012.

## حياتها
ولدت سنة 1972 في كييف عاصمة أوكرانيا لأب جزائري وأم قبرصية يونانية مقيمة في كييف وعاشت طفولتها في مدينة وهران لنهاجر إلى كندا في التسعينات بعد الفوضى والإرهاب الذي اجتاح الجزائر لتدرس الحقوق والقانون الكندي

## أعماله والمناصب التي تقلدتها
شغلت عضوا في المجلس المحلي لمونتريال الكندية، وهي تكتب بـاللغة الفرنسية وأغلب مؤلفاتها سياسية وحقوقية، وهي عضو في الحزب الكيبكي، وحصلت سنة 2009 على جائزة الصحافة الكيبكية.